# Podvrško
Podvrško – wieś w Chorwacji, w żupanii brodzko-posawskiej, w gminie Cernik. W 2011 roku liczyła 294 mieszkańców.